# اندفاع نوعي
الاندفاع النوعي Specific impulse (يختصر عادة Isp) هو مقياس لكفاءة المحرك الصاروخي والمحرك النفاث. من التعريف هو عبارة عن الاندفاع الكلي (أو التغير في الزخم) المعطى في وحدة المادة الدافعة وهو مكافئ بعديا لمقدار الدفع المتولد مقسوما على معدل جريان المادة الدافعة.
إذا كان نظام الدفع يحوي اندفاع أعلى فإنه يستخدم كتلة المادة الدافعة بصورة أكفأ أثناء تخليق دفع أمامي، وفي حالة الصاروخ، نحتاج لمادة دافعة أقل لكل دلتا في معطاة، في معادلة تسالكوفسكي الصاروخية.

## الوحدات
|                | Specific impulse | Specific impulse  | سرعة النفث الفعالة | استهلاك الوقود النوعي |
| بالوزن         | بالكتلة          |                   | سرعة النفث الفعالة | استهلاك الوقود النوعي |
| -------------- | ---------------- | ----------------- | ------------------ | --------------------- |
| SI             | = x s            | = 9.8066·x N·s/kg | = 9.8066·x m/s     | = 101,972/x g/(kN·s)  |
| وحدات إنكليزية | = x s            | = x lbf·s/lb      | = 32.16·x ft/s     | = 3,600/x lb/(lbf·h)  |

## تعريف عام

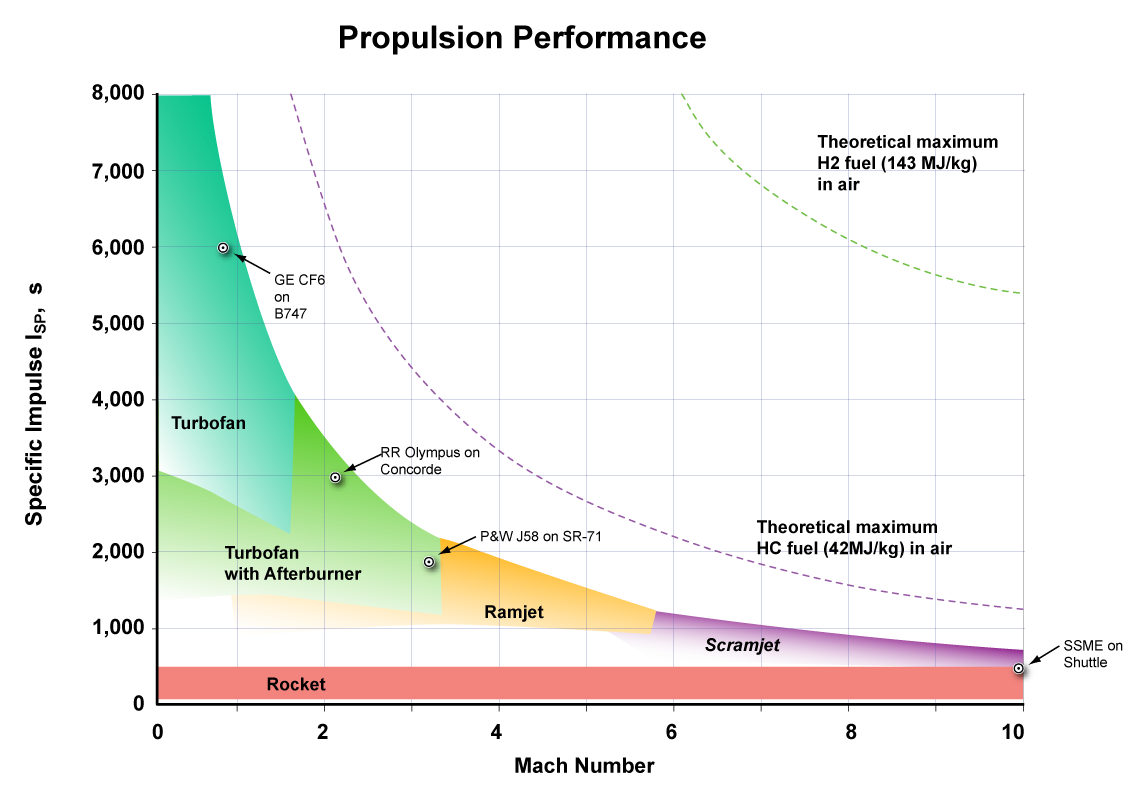
الاندفاع النوعي لمحركات مختلفة

في كل العربات يمكن تعريف الاندفاع النوعي بوحدات الثانية بالعلاقة التالية:
{\displaystyle F_{\text{thrust}}=g_{0}\cdot I_{\text{sp}}\cdot {\dot {m}},}
حيث:
{\displaystyle F_{\text{thrust}}} الدفع المعطى بواسطة المحرك، بوحدات نيوتن N،
{\displaystyle g_{0}} التسارع على سطح الأرض، بوحدات m/s2،
{\displaystyle I_{\text{sp}}} الاندفاع النوعي مقاسا بالثواني,
{\displaystyle {\dot {m}}} معدل تدفق الكتلة بوحدة kg/s.

## كفاءة الطاقة

### الصواريخ
في محركات الصواريخ وما شابهها، تعطى القدرة اللازمة لتشغيل المحرك بالعلاقة:
{\displaystyle {\frac {dm}{dt}}{\frac {v_{e}^{2}}{2}}}
حيث ve سرعة النفث الفعلية.
ومن الزخم يكون الدفع:
{\displaystyle {\frac {dm}{dt}}v_{e}}
بقسمة القدرة على الدفع نحصل على:
{\displaystyle {\frac {v_{e}}{2}}}
نظريا، في الفضاء تكون الكفاءة أعلى ما يمكن عندما تكون سرعة النفث إلى دلتا في معطاة بالعلاقة {\displaystyle v_{\text{e}}=0.6275\Delta v}